# Aussillon
Aussillon település Franciaországban, Tarn megyében. Lakosainak száma 5617 fő (2022. január 1.). Aussillon Aiguefonde, Mazamet, Payrin-Augmontel és Pont-de-Larn községekkel határos.

## Népesség
A település népességének változása:
| Lakosok száma | 6148 | 6045 | 6098 | 5892 | 5856 | 5827 | 5795 | 5706 | 5617 |
|               | 2013 | 2015 | 2016 | 2017 | 2018 | 2019 | 2020 | 2021 | 2022 |